# Kudowa Zdrój
Kudowa Zdrój (Duits: Bad Kudowa) is een stad in het Poolse woiwodschap Neder-Silezië, gelegen in de powiat Kłodzki. De oppervlakte bedraagt 33,99 km², het inwonertal 10.274 (2005).

## Geschiedenis
De oudste sporen van bewoning zijn uit 1354. In de 17e eeuw werd er een waterbron ontdekt, waarna er in 1636 het eerste zwembad kwam. In de tweede helft van de XIX eeuw werd het dorp het eerste kuuroord in Duitsland.
Het dorp kreeg een extra economische impuls door de aanleg van een spoorlijn in 1905.
In 1945 werd er onder andere om Kudowa Zdrój geruzied door Tsjecho-Slowakije en Polen

## Demografie
| omschrijving                   | algemeen | algemeen | vrouwen  | vrouwen | mannen   | mannen |
| ------------------------------ | -------- | -------- | -------- | ------- | -------- | ------ |
| eenheid                        | personen | %        | personen | %       | personen | %      |
| bevolking                      | 10 274   | 100      | 5447     | 53      | 4827     | 47     |
| bevolkingsdichtheid (inw./km²) | 302,3    | 302,3    | 160,3    | 160,3   | 142      | 142    |

## Partner steden
Náchod - Tsjechië